# Acomita Lake, Novi Meksiko
Acomita Lake je popisom određeno mjesto u okrugu Ciboli u američkoj saveznoj državi Novom Meksiku. 

## Zemljopis
Zemljopisni položaj je 35°3′57″N 107°37′25″W / 35.06583°N 107.62361°W (35.065931, -107.623511), uz indijanski rezervat Acomu. Prema Uredu SAD-a za popis stanovništva, zauzima 9,2 km2 površine, od čega 8,9 suhozemne.

## Stanovništvo
Prema podatcima popisa 2010. ovdje je bilo 416 stanovnika, 111 kućanstava od čega 90 obiteljskih, a stanovništvo po rasi bili su 3,4% bijelci, 0,0% "crnci ili afroamerikanci", 93,3% "američki Indijanci i aljaskanski domorodci", 0,0% Azijci, 0,0% "domorodački Havajci i ostali tihooceanski otočani", 0,0% ostalih rasa, 3,4% dviju ili više rasa. Hispanoamerikanaca i Latinoamerikanaca svih rasa bilo je 3,1%.